# 13315 Hilana
13315 Hilana este o planetă minoră (asteroid) din centura de asteroizi. A fost descoperită pe 14 septembrie 1998 la Experimental Test Site⁠(d) de Lincoln Near-Earth Asteroid Research. 
Obiectul prezintă o orbită caracterizată de o semiaxă mare de 2,4310223 UAi, o excentricitate de 0,09, o înclinație de 6,85818 ° în raport cu ecliptica.